# Fiasko von Knysna
Als Fiasko von Knysna (französisch le fiasco de Knysna) wird das Geflecht aus sportlichem Misserfolg, mannschaftsinternen Querelen und dem daraus resultierenden massiven Ansehensverlust der französischen Fußballnationalelf (les Bleus) während und nach der Weltmeisterschaftsendrunde 2010 in Südafrika bezeichnet. Diese Ereignisse beschäftigten die Medien in Frankreich, gemessen an der Zahl der Veröffentlichungen zum Thema, mindestens so stark wie die großen politischen Themen des Sommers 2010 („Bettencourt-Affäre“, Anhebung des Renteneintrittsalters, Ausweisung der Roma). Selbst zehn Jahre später erinnerten zahlreiche französische Medien an diese dunkle Episode.

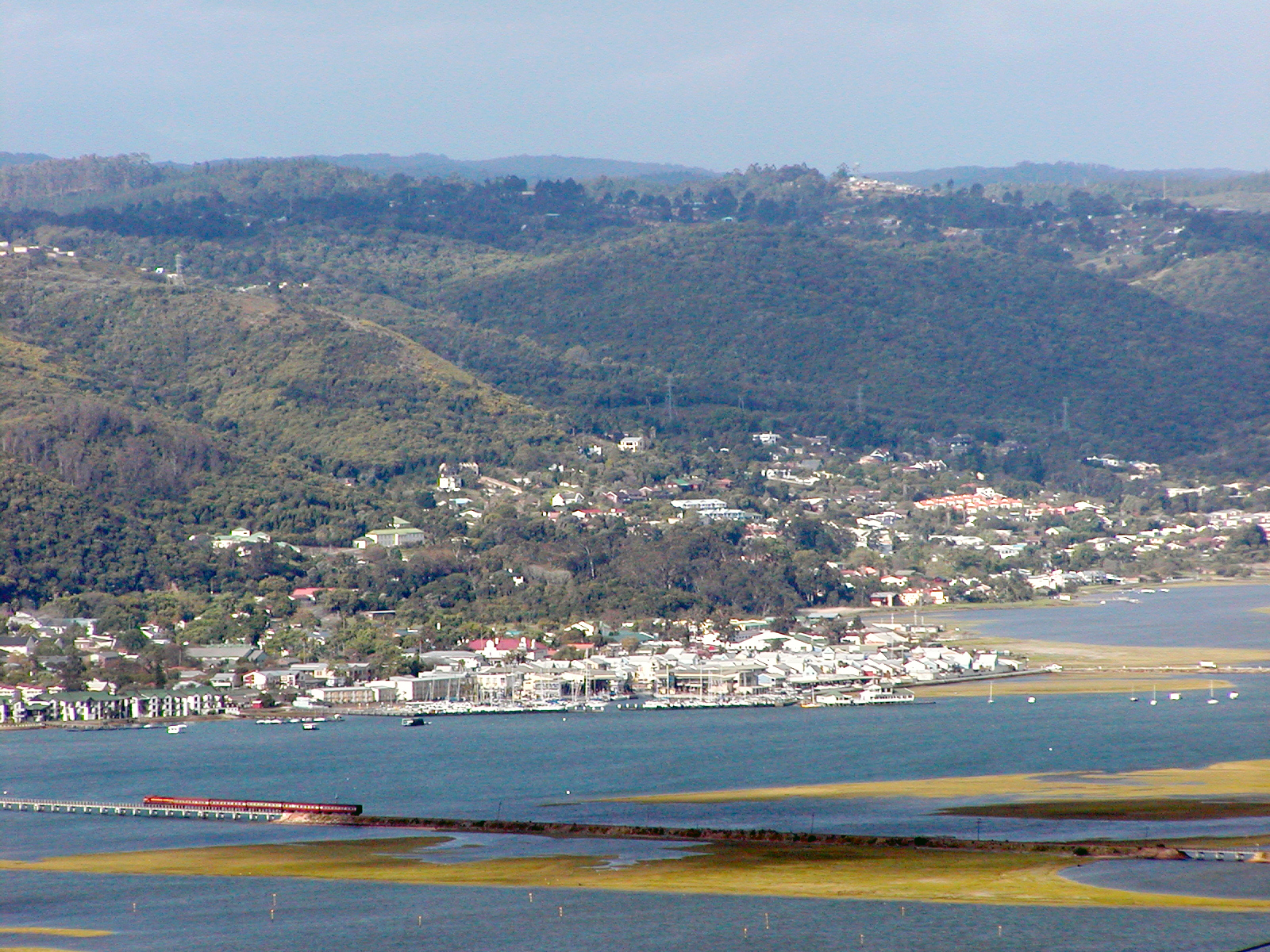
Knysna

Die den Eklat auslösenden Vorgänge trugen sich Mitte Juni 2010 im französischen Teamquartier in Knysna [ˈnaɪznə] und im Peter-Mokaba-Stadion in Polokwane zu. In Frankreich selbst führten sie zu einer breiten, lang anhaltenden öffentlichen Diskussion, in die sich auch der Präsident der Republik während eines Staatsbesuchs, mehrere Regierungsmitglieder und die Nationalversammlung frühzeitig einschalteten. Die Ereignisse hatten ihrerseits Rückwirkungen auf den nationalen Fußballverband FFF und die unmittelbar beteiligten Spieler, Trainer sowie Funktionäre. Außerdem trugen sie zu einem Imageverlust des französischen Fußballs im Ausland bei, der sich in zahlreichen kritischen und spöttischen Artikeln in der internationalen Presse niederschlug. Diese bezogen sich dabei nicht nur auf das sportlich schwache Abschneiden der Équipe tricolore.
Nachdem sich zunächst keine einheitliche Bezeichnung für die Vorgänge etabliert hatte, bezeichneten die französischen Medien sie mit zunehmendem zeitlichem Abstand überwiegend als Fiasko oder verwendeten nur noch die Ortsangabe Knysna.

## Die Ereignisse zwischen 17. und 23. Juni

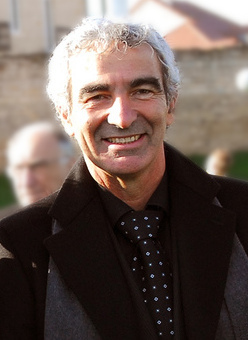
Raymond Domenech (hinter ihm: Jean-Pierre Escalettes)

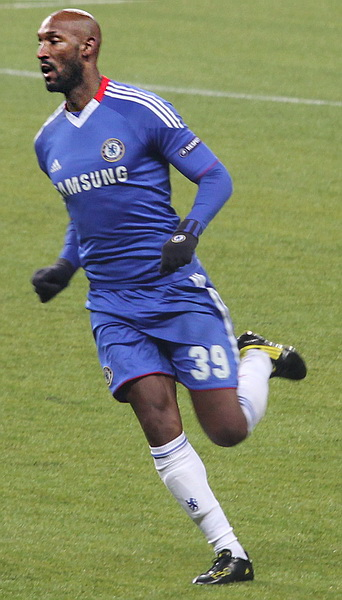
Nicolas Anelka (2010)

Auslöser war ein Disput zwischen Trainer Raymond Domenech und dem Angreifer Nicolas Anelka: Während der Halbzeitpause des noch torlosen Weltmeisterschafts-Vorrundenspiels gegen Mexiko am Abend des 17. Juni forderte Domenech Anelka auf, sich besser in das taktische Schema einzuordnen, eine offensivere Rolle in der Sturmmitte einzunehmen, sich aktiver um Bälle zu bemühen und endlich auch einmal auf das gegnerische Tor zu schießen. Der als schwierig geltende Spieler kritisierte den Trainer daraufhin heftig und wohl auch mit Worten unterhalb der Gürtellinie, wobei die Tatsache als solche nicht strittig ist – Anelka selbst hat sie gegenüber dem FFF-Präsidenten Jean-Pierre Escalettes und der Presse freimütig eingeräumt –, wohl aber der exakte Wortlaut seiner Beleidigung. Daraufhin ersetzte Domenech, der diesen Dialog anschließend zunächst als „normalen Kabinenwortwechsel“ (mots de vestiaire) herunterspielte, Anelka zum Wiederanpfiff der Partie durch André-Pierre Gignac. Das Spiel wurde dennoch mit 0:2 verloren, wodurch sich – nach einem schwachen Auftaktspiel (0:0 gegen Uruguay) – die Chancen des amtierenden Vizeweltmeisters auf ein Weiterkommen deutlich verschlechterten.
Am 19. Juni veröffentlichte die französische Sportzeitung l’Équipe diesen Vorfall auf der Titelseite. Später am Tag forderte der Verbandspräsident eine öffentliche Entschuldigung des Stürmers, der zwar zugab, „eine Dummheit begangen“ zu haben, diese Forderung aber ablehnte; daraufhin entschied Escalettes, ihn umgehend nach Hause zu schicken. 24 Stunden später – zwei Tage vor dem für das französische Weiterkommen entscheidenden Match gegen den Gastgeber – weigerte sich die Mannschaft „aus Solidarität mit Anelka“, ein angesetztes Training zu absolvieren, blieb stattdessen zunächst demonstrativ im Bus sitzen und stieg später nur aus, um Autogramme zu geben. Die von Mittelfeldspieler Jérémy Toulalan verfasste Erklärung zu diesem Streik verlas dann aber nicht etwa einer der Unterzeichner – auch François Manardo, der Pressesprecher der Nationalelf, weigerte sich, ein „Dokument zu verlesen, das sich gegen [seinen] Arbeitgeber richtet“ –; dies tat vielmehr ausgerechnet einer derjenigen, gegen die sich die Aktion richtete, nämlich Domenech. Dies veranlasste France Football am 22. Juni auf der Titelseite zur Schlagzeile „Französische Nationalmannschaft – tot auf dem Feld der Ehrlosigkeit“ (Équipe de France – morte au champ du déshonneur). Die veröffentlichte Meinung in Frankreich war nahezu einhellig: „Streikende Millionäre hatten einen Bus entführt und das blaue Trikot als Geisel genommen, um ihre Partikularinteressen durchzusetzen.“ Die für Sport zuständige Ministerin Roselyne Bachelot sprach bei einer Zusammenkunft mit den Spielern am 21. Juni gar von einem „moralischen Desaster“ (désastre moral), für das kein Beteiligter auch nur einen Cent an Prämien bekommen dürfe.
Nachdem der vor Beginn des Turniers zum Mannschaftskapitän ernannte Patrice Evra sich in einer Pressekonferenz beinahe ausschließlich mit der Frage befasst hatte, wer der „Verräter“ bzw. das „U-Boot“ gewesen sein könnte, der die Kabineninterna weitergegeben hatte, und er den Konditionstrainer Robert Duverne verdächtigt hatte, konnte nur Domenechs energisches Einschreiten auf dem Trainingsplatz Handgreiflichkeiten zwischen diesen beiden verhindern.
Am 22. Juni unterlagen die Bleus auch Südafrikas Elf und traten am nächsten Morgen die Heimreise an. Am Tag ihrer Rückkehr nach Frankreich tagte unter Leitung von Staatspräsident Nicolas Sarkozy eine hochkarätige Politikerrunde, bestehend aus Regierungschef François Fillon, Sportministerin Bachelot, deren Staatssekretärin Rama Yade und dem präsidialen Generalsekretär Claude Guéant, um sich mit den Vorfällen zu befassen. Sie erhoben u. a. die Forderung, in naher Zukunft die „Generalstände des Fußballs“ einzuberufen, um dort alle Probleme im Zuständigkeitsbereich der FFF zu behandeln. Anschließend empfing Sarkozy den gerade wieder in Frankreich eingetroffenen, ehemaligen Mannschaftskapitän Thierry Henry zu einem Gespräch unter vier Augen im Élysée-Palast, was zumindest von der Opposition als Ablenkungsmanöver von innenpolitischen Problemen – gleichzeitig fand in Paris eine große Demonstration gegen die Rentenpläne der Regierung statt – gebrandmarkt wurde.

## Der Eklat im französischen Mannschaftsquartier: Nur die Spitze des Eisbergs

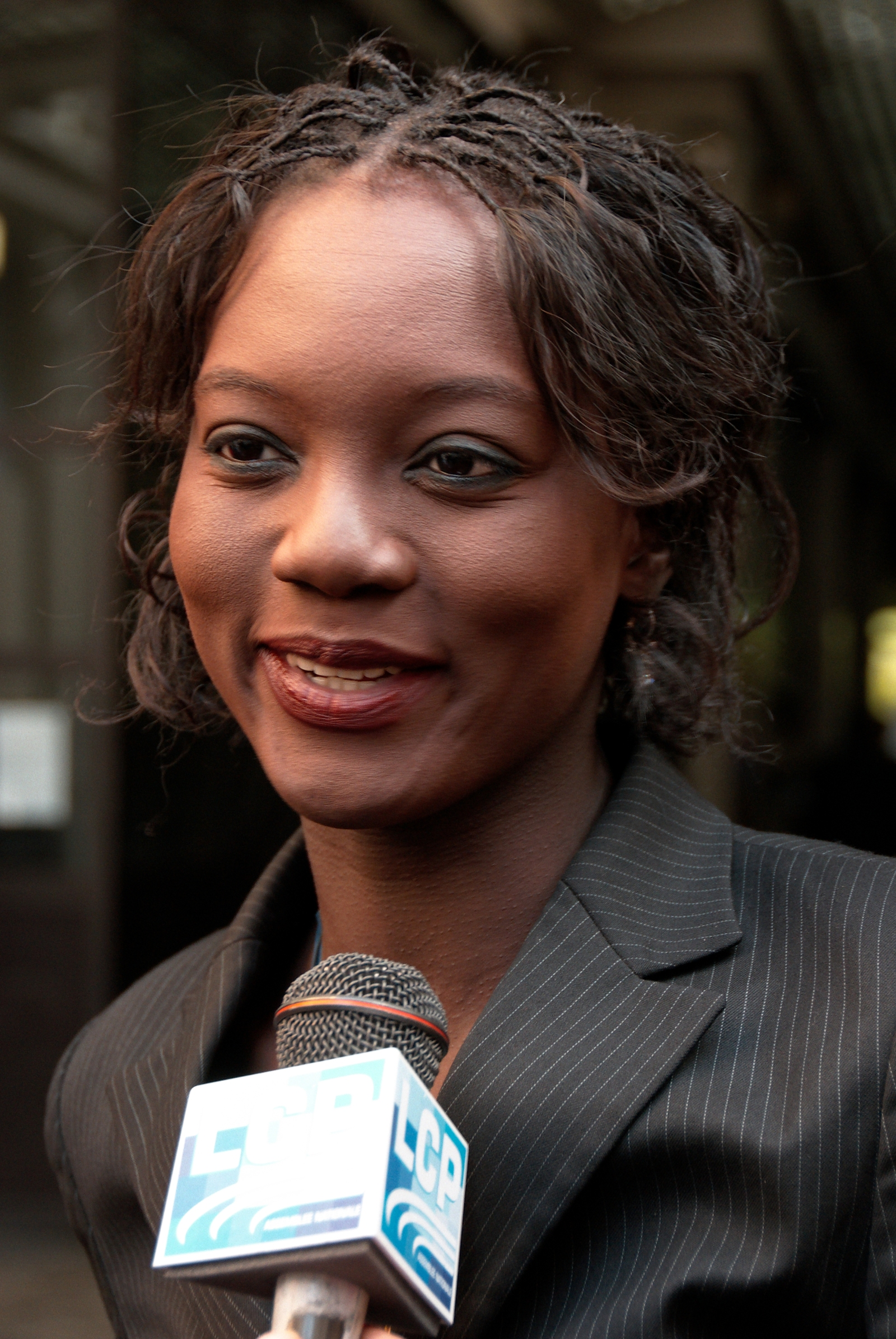
Staatssekretärin Yade

Für die französische und internationale Presse stellten diese Vorgänge lediglich die Konsequenz einer Entwicklung dar, die sich in der „Ära Domenech“ (Amtsantritt 2004) nicht nur sportlich mindestens seit der Europameisterschaft 2008, bei der Frankreich ebenfalls mit nur einem Punkt nach der Gruppenphase ausgeschieden war, abgezeichnet hatte und 2009/10 auf ihren Tiefpunkt zugesteuert war. Dies habe sich in einer trotz nicht eben starker Gruppengegner mühseligen WM-Qualifikation manifestiert, die zudem erst über den Umweg der Relegation gegen Irland sichergestellt werden konnte – und dabei habe dann nur ein regelwidriges Tor nach Henrys Handspiel den Weg nach Südafrika frei gemacht. Dazu kamen sieg- und torlose Freundschaftsspiele gegen stärkere (Argentinien 0:2, Uruguay 0:0, Spanien 0:2, Nigeria 0:1) sowie schwache Leistungen in den Vorbereitungsspielen gegen bestenfalls zweitklassige Gegner (Costa Rica 2:1, Tunesien 1:1, Chinesische Nachwuchself 0:1). UEFA-Präsident Michel Platini stand nicht alleine mit seiner Meinung, man könne von den Bleus bei diesem Turnier keine besonderen Leistungen erwarten, weil Frankreich derzeit schlicht über „keine große Spielergeneration“ wie die von 1958, 1984 oder 1998 verfüge. In eine ähnliche Kerbe schlugen auch mehrere der Weltmeister von 1998 wie Didier Deschamps, Bixente Lizarazu, Zinédine Zidane und Frank Lebœuf. Letzterer stellte zudem ganz grundsätzlich die Strukturen im gegenwärtigen französischen Fußball bis hin zur einst europaweit als vorbildlich geltenden Nachwuchsausbildung in Frage, weil darin eher „Roboter und keine Querdenker herangezogen“ würden.
Seit Juni 2010 mussten zudem auch für Knysna eher marginale Vorgänge als Indizien eines solchen grundlegenden Problems herhalten, etwa die Beteiligung von Nationalspielern an der „Prostituiertenaffaire“ oder die von Staatssekretärin Yade noch vor Turnierbeginn geäußerte Polemik über die Auswahl eines Luxusresorts in Südafrika mit Zimmerpreisen zwischen 550 und 1050 € pro Tag in Zeiten der Finanzkrise. Ebenso wurde die als Zeichen übergroßer Distanziertheit der gut verdienenden Stars gegenüber den sozialen Problemen der Welt verstandene, anfängliche Weigerung von Spielern, das ehemalige Township Sam de Bos zu besuchen, in diesen Kontext eingeordnet – eine Aktion, die Éric Abidal mit der Anwesenheit von Staatssekretärin Yade begründet hatte, gegen deren Kritik am Quartier die Mannschaft ein Zeichen setzen wollte. Ähnliches traf für Domenechs Verweigerung des üblichen Handschlags mit Südafrikas Trainer Carlos Alberto Parreira nach dem Schlusspfiff der letzten Vorrundenpartie und wieder einmal aufflackernde Doping-Behauptungen zu. In der Summe dieser Eindrücke befürworteten rund drei Viertel der befragten Franzosen eine sofortige Rückkehr der Mannschaft noch vor dem Spiel gegen Südafrika.

## Schuldzuweisungen
Die veröffentlichte Kritik richtete sich hauptsächlich gegen drei Gruppen von Beteiligten.

### Vorwürfe an den Trainer
Trainer Domenech wurde sportlich eine angeblich ungeeignete und aufgrund ihrer häufigen Wechsel – die teilweise durch den kurzfristigen, verletzungsbedingten Ausfall des Mittelfeldspielers Lassana Diarra erforderlich wurden – nicht „gefestigte“ Taktik wie das Experimentieren mit dem 4-1-4-1- bzw. 4-3-3- statt des gewohnten 4-2-3-1-Systems vorgeworfen, was seinem Clausewitz’schen „Verständnis des Fußballs als einer Schlacht“ entspreche. Torhüter Hugo Lloris drückte unmittelbar vor Turnierbeginn seine Befürchtungen vorsichtig mit „Wir sind auf der Suche nach uns selbst“ aus; Bixente Lizarazu nannte den Taktik-Wechsel „den reinen Wahnsinn“, und Michel Platini diagnostizierte „ein Raymond-Problem“. Die Vorbereitung sei gleichfalls nicht optimal geplant gewesen, weil das französische Aufgebot nach einem einwöchigen Höhentraining auf über 2000 m in Knysna auf Meereshöhe gewohnt habe, obwohl zwei seiner Gruppenspiele wiederum in gut 1300 m Höhe stattfanden. Zudem sei es zwischen dem 18. Mai und dem Eintreffen in Südafrika am 5. Juni mit Flugreisen nach Nordfrankreich, Tunesien und La Réunion zu den Vorbereitungsspielen permanent auf Achse gewesen. Weitere Kritikpunkte gegenüber dem Trainer waren sein mangelnder Zugang zu den Spielern, denen gegenüber er gleichzeitig aber zu nachgiebig sei, sein Hang zur Astrologie, der sich in personellen Überraschungen bei der Kaderauswahl (etwa der Nichtberücksichtigung von Benzema, Nasri und Vieira für Südafrika) geäußert haben sollte, dazu seine seit Jahren wachsende Distanz zu den Sportjournalisten. Auch seine seit 2004 bestehende Partnerschaft mit der langjährigen M6-Sportmoderatorin Estelle Denis, in der vereinzelt ein Interessenkonflikt gesehen wurde, und Domenechs Art von deren „Öffentlichmachung“ (2008 Heiratsantrag über das Fernsehen) kamen erneut zur Sprache. Die meisten dieser Vorwürfe waren allerdings nicht neu, sondern seit spätestens 2008, auch in den Fachzeitschriften l’Équipe und France Football, wiederholt erhoben worden, zuletzt 2009 im Vorfeld zweier Abstimmungen durch FFF-Gremien über eine vorzeitige Auflösung von Domenechs Vertrag.
Domenechs Spielerauswahl für Südafrika trug ihm auch Kritik von politischer Seite ein: Immigrationsminister Éric Besson monierte, dass er nicht einen einzigen Spieler mit maghrebinischen Wurzeln nominiert hatte. Damit gab Besson, wenn auch nur implizit, dem Vorwurf Nahrung, der Trainer hege latent Vorbehalte gegen die soziale Gruppe der Beurs. Dabei hat Domenech, selbst Sohn eines spanischen politischen Flüchtlings, während seiner Amtszeit eine Vielzahl von Fußballern unterschiedlicher Herkunft und Hautfarbe zu Nationalspielern gemacht, darunter die drei von Besson explizit genannten Benzema, Nasri und Ben Arfa. Nach Knysna allerdings wurden sogar seine Erfolge – unter seiner Führung gewannen die Franzosen 41 Spiele, spielten 24-mal remis und verloren lediglich 14 Partien – „umgedeutet“; exemplarisch dafür steht der Vizeweltmeistertitel von 2006, der nunmehr als „positive Ausnahme“ galt, die zudem weniger Domenech als vielmehr der meisterlichen Leistung Zidanes zu verdanken gewesen sei.

### Vorwürfe an die Spieler

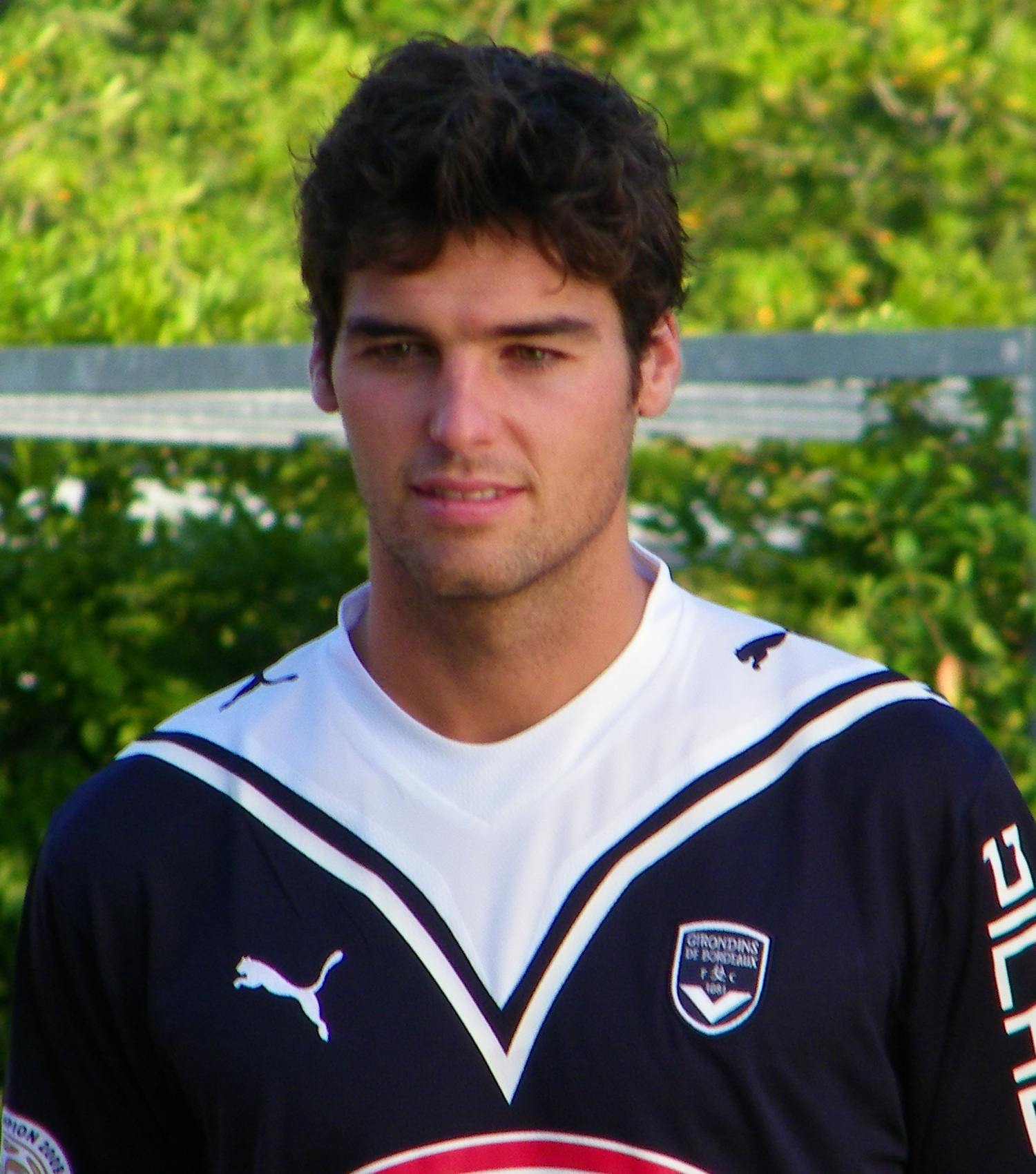
Yoann Gourcuff

Im Kreis der aufgebotenen Spieler wurden sechs Rädelsführer ausgemacht, und zwar Anelka, Toulalan, Spielführer Evra, dessen angeblich unter Selbstüberschätzung leidender Stellvertreter Franck Ribéry, Abidal aufgrund seiner Weigerung, das letzte Gruppenspiel zu bestreiten, sowie, in einer Nebenrolle, der formschwache, ob seiner Nichtnominierung zum Mannschaftskapitän beleidigte William Gallas. Diese „kleinen Chefs“ hätten gegen die bei einigen ihrer Kollegen als „intellektuelle Außenseiter“ geltenden Yoann Gourcuff, Lloris und anfangs auch Toulalan massives Mobbing betrieben und versucht, insbesondere Gourcuff auszubooten, der tatsächlich im Mexiko-Spiel auf der Ersatzbank Platz nehmen musste. Der Rest der Mitspieler – auch der angesehene Thierry Henry – habe dies geschehen lassen und auch dem Trainingsboykott nicht widersprochen. Abou Diaby erklärte das Verhalten der Spieler im Rückblick damit, man sei in Knysna „völlig von den Realitäten abgeschottet gewesen“, und er selbst habe erst nach der Rückkehr bemerkt, dass „die Menschen in Frankreich von nichts anderem redeten“ – eine Begründung, die beispielsweise Domenech-Nachfolger Laurent Blanc als Ausrede qualifizierte, weil „niemand die Beteiligten daran gehindert [habe], ihren eigenen Verstand zu gebrauchen“. Eine andere Erklärung für die Eskalation geben die französischen Journalisten Eugène Saccomano und Gilles Verdez: Die Solidarität mit Anelka sei einer brisanten Mischung aus Gruppenzwang und der Tatsache geschuldet, dass nahezu alle Spieler – aus unterschiedlichen Gründen – eine Unzufriedenheit gegenüber Domenechs persönlicher Art und dem von ihm geschaffenen System hegten. Der Stürmer habe nur ausgesprochen, was sie, wenn auch in anderen Worten, empfanden. Dies bestätigte Alain Simon, der Mannschaftsarzt: Die Spieler hätten sich in der Abgeschlossenheit des Mannschaftshotels über jede Kleinigkeit „auf eine etwas infantile, unreife Art“ beschwert und grundsätzlich für alles Domenech verantwortlich gemacht. Laurent Blanc konstatierte im Rückblick als entscheidend für die Eskalation, dass es unter den Spielern keine „echten Persönlichkeiten“ gegeben habe, die in der Lage waren, „Probleme intern zu bewältigen, ohne das Kollektiv zu beschädigen“.

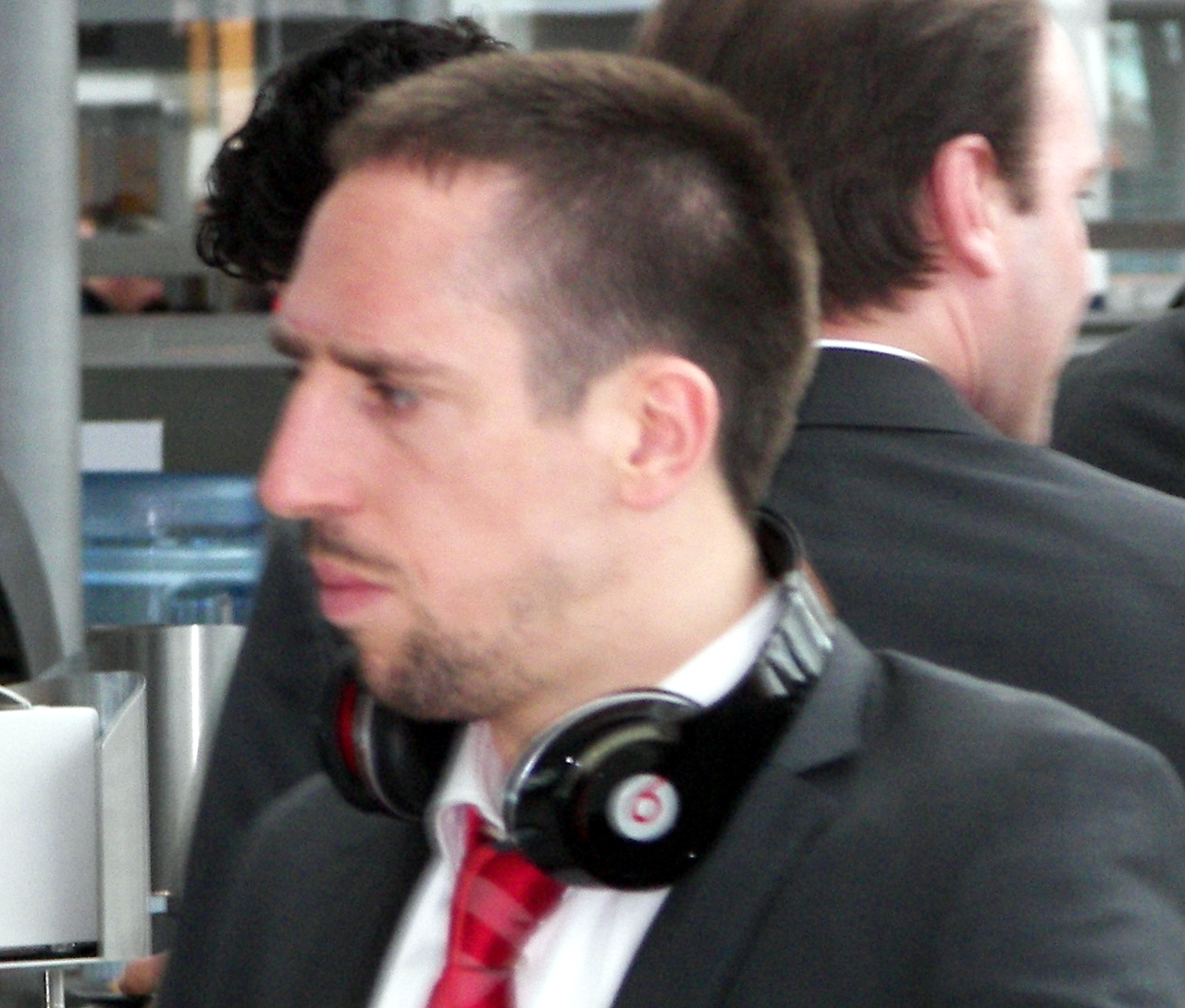
Franck Ribéry

Sowohl gegen die Spieler als auch gegen den Verband richtete sich der Vorwurf, dass beide Seiten extrem weitreichende und kostspielige Vereinbarungen bezüglich der Anwesenheit der Spielerfrauen und -freundinnen (sowie teilweise ihrer Kinder) getroffen hätten: Diese waren nicht nur tagelang im tunesischen Trainingslager in Sousse sowie in Knysna Gäste der FFF, sondern flogen von Südafrika aus zwischen den ersten beiden Auftritten ihrer Männer auch zu einem kurzen Einkaufstrip nach New York – alles auf Kosten des Fußballverbands, für den Präsident Escalettes höchstpersönlich diesem faktischen „Diktat der 23 Internationalen“ zugestimmt hatte, weil es sich um eine „Tradition“ handele.

### Vorwürfe an den Verband
Die Verbandsspitze, insbesondere Escalettes, habe weder rechtzeitig noch adäquat reagiert – bezüglich der persönlichen Konsequenzen nach Anelkas Verbalinjurie ebenso wie hinsichtlich der nachträglichen Aufarbeitung der Vorgänge: So erfolgte die Ankündigung, eine Verbands-Untersuchungskommission einzurichten, erst am 16. Juli. Nahezu ausnahmslos sei die eigene Verantwortung zurückgewiesen worden, auch von anderen Mitgliedern des FFF-Präsidiums sowie der Direction Technique Nationale (DTN), etwa von deren Leiter Gérard Houllier. Lediglich Jean-Louis Valentin, in Südafrika anwesender stellvertretender Direktor der FFF, der während des Spielerstreiks diesen mit Tränen in den Augen als „Schande“ bezeichnete, nach Paris zurückflog und dort seinen Rücktritt erklärte, habe sofort reagiert. Außerdem sei von der FFF – dort war die Frage einer vorzeitigen Auflösung des Trainervertrags Gegenstand zweier Abstimmungen (Oktober bzw. Dezember 2009) gewesen, bei denen sich aber jeweils eine überwältigende Mehrheit für die Weiterarbeit des Sélectionneurs Domenech ausgesprochen hatte – zu lange an Domenech festgehalten, gleichzeitig seit Januar öffentlich dessen Nachfolger gesucht und dadurch seine Stellung auch gegenüber den Spielern empfindlich geschwächt worden. Diese Vorwürfe mündeten in Forderungen nach personellen, aber auch grundlegenden Strukturänderungen innerhalb der FFF. Auch Frédéric Thiriez, Präsident des professionellen Ligaverbandes LFP, sah erheblichen Änderungsbedarf auf allen Ebenen: „Der französische Fußball ist ein Opfer seiner Klüngel – bei den Spielern, den Funktionären und den Schiedsrichtern. Wir haben es in Südafrika gesehen.“
Die Tatsache, dass beispielsweise auch Teile der Medien über viele Monate an der Demontage des Trainers mitgewirkt und im Fernsehen den „Frondeuren“ zudem eine unkritische Bühne für deren Apologien geboten hatten, stand hingegen weniger im Mittelpunkt der Berichterstattung.

## Was waren tatsächlich Anelkas Worte?
Der Wortlaut von Anelkas Bemerkung gegenüber Domenech ist bisher strittig; schon drei Tage nach ihrer Veröffentlichung fragte sich Ex-Nationaltrainer Aimé Jacquet in einem France-Soir-Artikel: „Hat Anelka wirklich gesagt, was die Presse berichtet hat?“ Saccomano und Verdez, die aus Südafrika für RTL berichteten, haben dieser Frage einen längeren Abschnitt in ihrem Buch Le roman noir des Bleus gewidmet. Darin zitieren sie aus ihren Recherchen nach dem Vorfall, bei denen sie mit unmittelbar Beteiligten (Spielern, Betreuern und Funktionären, soweit diese überhaupt antworten wollten), aber auch mit Kollegen gesprochen und schriftliche Quellen wie die getwitterten Mitteilungen des UMP-Abgeordneten Lionel Tardy über die Anhörung im Sportausschuss der Nationalversammlung vom 30. Juni 2010 ausgewertet haben.
Die Anelka zwei Tage nach dem Mexiko-Spiel in einer Fotomontage auf der Titelseite der l’Équipe in den Mund gelegten Worte, die in Frankreich Erschütterung hervorriefen, lauteten „Va te faire enculer, sale fils de pute“, wörtlich übersetzt „Lass dich in den Arsch ficken, du dreckiger Hurensohn“; eine sinngemäße Übertragung wäre etwa „Fick dich ins Knie, …“. Le Parisien bestätigte den ersten Teil des Zitats, allerdings mit der Fortsetzung „…, toi et ton système“ („dich und dein System“). Das offizielle Protokoll der Verhandlung vor der FFF-Disziplinarkommission im August 2010 zitiert die Zeugenaussage von Assistenztrainer Alain Boghossian mit „Va te faire enculer avec ton équipe, fais l’équipe que tu veux“ („… mitsamt deiner Mannschaft, bastle das Team so, wie du es willst“). Thierry Henry, der angab, er habe besonders nahe bei den Streitenden gesessen und als eine der wenigen in der Umkleidekabine anwesenden Personen die Auseinandersetzung überhaupt hören können, behauptete, die in der Presse genannten Worte seien nicht gefallen; die tatsächliche Formulierung wolle er aber nicht wiedergeben. Auch Präsident Escalettes bezeichnete am 19. Juni, allerdings unter Berufung auf ein Gespräch mit Domenech, die veröffentlichte Version als „von diesem Tenor, aber nicht in exakt diesen Worten“. Laut Domenechs Aussage im Untersuchungsausschuss sei die Beleidigung hingegen sogar „noch härter“ gewesen und habe seine Mutter einbezogen („Enculé de ta mère“). Andere Befragte hatten dies ähnlich, aber weniger unterhalb der Gürtellinie verstanden, nämlich „Enculé de tes morts“, eine Argot-Redewendung, mit der Jugendliche in den Vorstädten Ältere drastisch auf deren baldiges Ableben hinweisen. Die beiden Journalisten haben außerdem auch die Version „Va te faire foutre avec ton système de merde“ (übertragen etwa „Verpiss dich mit deinem Scheißsystem“) zu hören bekommen.
Saccomano und Verdez sehen als gesichert an, dass Anelka sich auf Domenechs erste Ansprache von diesem „abgewendet und vor sich hingeschimpft“ habe – so formulierte es Henry –, wie er das häufig tut; als der Trainer weiter auf ihn einredete, habe Anelka diesem jedenfalls „ohne das elementarste Benehmen“ Kontra gegeben. Dass er die von l’Équipe behaupteten Beleidigungen in diesem Wortlaut ausgesprochen hat, halten die Autoren in Anbetracht ihrer Recherchen für „höchst unwahrscheinlich“. Anelka hatte zudem in seiner kurz vor der Weltmeisterschaft erschienenen Autobiographie Domenech als denjenigen der vier französischen Nationaltrainer in seiner Karriere beschrieben, mit dem er sich am besten verstanden hat. Nur mit ihm habe er ruhig reden und ihm bei dessen Erklärungen auch zuhören können, weil er „verstanden hat, dass ich kein Mistkerl bin“. Zu dieser differenzierteren Sicht würde die These von Paris Match passen, wonach Anelka am Tag nach seinem Affront versucht haben soll, mit Domenech unter vier Augen zu sprechen, was dieser abgelehnt habe. Allerdings gibt es auch gegensätzliche Wahrnehmungen, nach denen der Trainer die Spieler explizit aufgefordert habe: „Wer mir etwas zu sagen hat, kann zu mir kommen; ich werde ihn anhören.“
Anelka selbst hat in einem langen Interview, das er France Soir nach Drucklegung des Buches gab, wiederholt, dies seien nicht seine Worte gewesen. Den tatsächlichen Wortlaut seiner Replik teilte er allerdings auch darin nicht mit; stattdessen würde er es begrüßen, wenn Domenech „die Redlichkeit aufbrächte, vor der Welt die Wahrheit darüber zuzugeben“ und „das auch seiner Mutter gegenüber zu wiederholen“. L’Équipe gab Ende September 2010 ein Buch („L’Équipe, Geschichte eines Knüllers“) heraus, in dem ihre beiden Chefreporter berichten, wie es – vor Ort in Südafrika, aber auch in der Redaktion in Paris – zu der Schlagzeile vom 19. Juni gekommen und „aus ersten Gerüchten eine veritable Nachricht geworden“ sei. Dabei habe sich die Zeitung auf die Aussagen „dreier, den Spielern sehr naher Zeugen … sowie zweier in der Kabine Anwesender“ gestützt.

## Entwicklungen seit Sommer 2010

### Politik und Verbandsautonomie

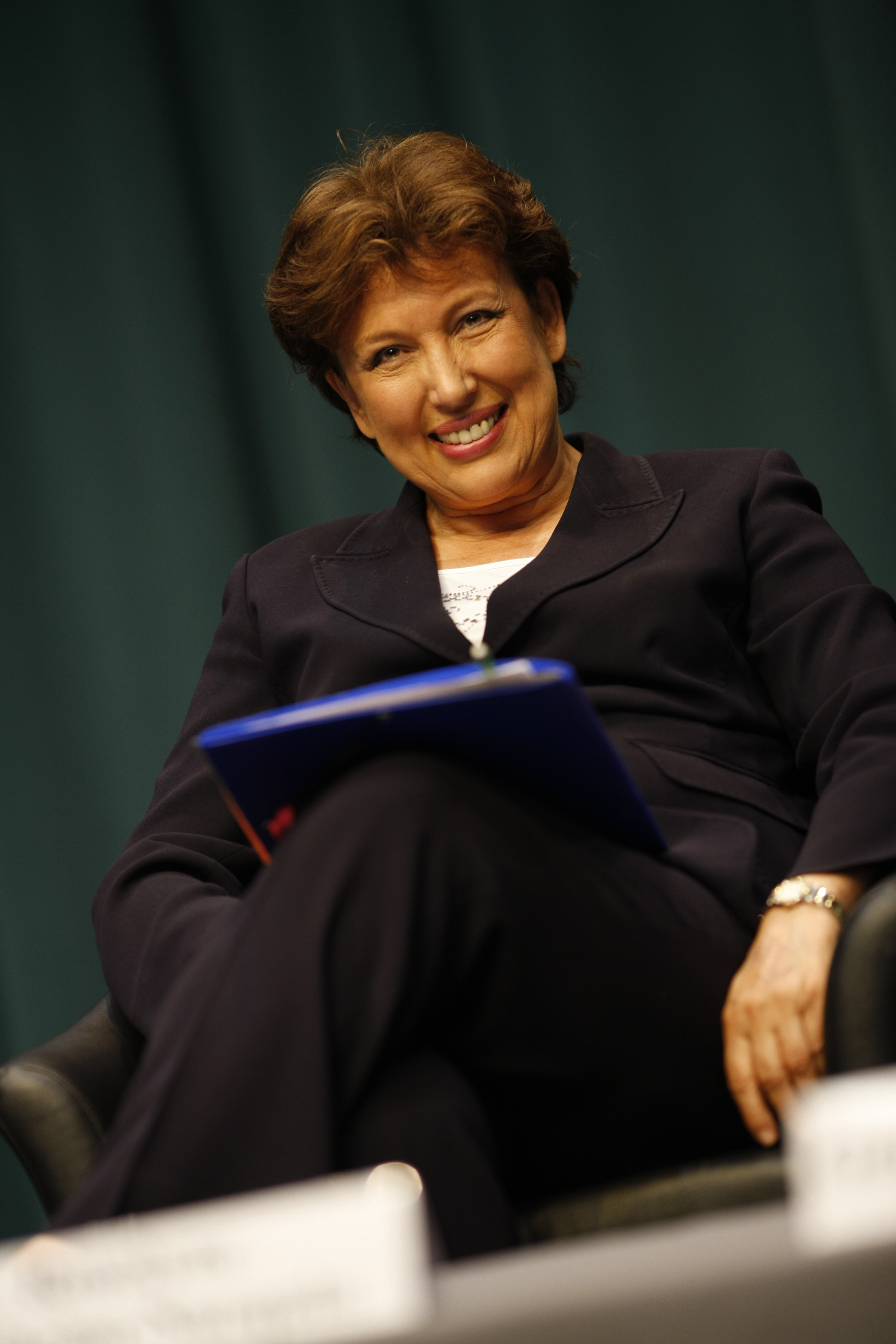
Sportministerin Bachelot

Die französische Politik hat sich ab Juli 2010 lange Zeit nicht mehr öffentlich zu Knysna geäußert, nachdem zuvor beispielsweise Staatspräsident Sarkozy Rücktrittsforderungen an die Verbandsspitze gerichtet, Erziehungsminister Luc Chatel die katastrophale Vorbildwirkung aller Beteiligten beklagt und zwei Parlamentsabgeordnete die Einsetzung eines parlamentarischen Untersuchungsausschusses beantragt hatten. Bei einer Nationalversammlungsdebatte am 23. Juni sprach Ministerin Bachelot von einer FFF, die sich von „unreifen Bandenanführern (caïds immaturés) [und] einem rat- und autoritätslosen Trainer“ völlig habe in die Ecke drängen lassen. Sie bestätigte Jahre später, dass Sarkozy sich im Sommer 2010 permanent um die Vorgänge in Knysna gekümmert und sie persönlich aufgefordert habe: „Flieg’ hin, sprich mit ihnen und mache sie zur Schnecke!“, weil er einen erheblichen Imageverlust für das Land befürchtete. Bachelots Staatssekretärin Yade formulierte, dem Eklat müsse ein Big bang – also dem Krach ein Urknall – folgen. Am 30. Juni führte der Sportausschuss des Parlaments eine Anhörung von Escalettes und Domenech durch. Diese Einmischung wurde, teilweise aus innen- und parteipolitischen Gründen, auch in Frankreich kritisiert; so sprach der (nicht nur Fußball-) Historiker Alfred Wahl von einem „Staatsinterventionismus, wie es ihn seit den Zeiten des Vichy-Regimes in Frankreich nicht mehr gegeben“ habe. Dessen Beendigung dürfte allerdings vor allem dadurch gefördert worden sein, dass die FIFA am 26. Juni in einem Schreiben von Generalsekretär Jérôme Valcke die Forderung erhoben hatte, die Autonomie der FFF zu respektieren. Nur wenig später legte FIFA-Präsident Joseph Blatter – wie gleichzeitig auch bezüglich des nigerianischen Verbands – nach und wies auf die satzungsrechtliche Möglichkeit hin, bei politischer Einmischung in Verbandsangelegenheiten empfindliche Sanktionen für den dortigen Fußball (Ruhen der Mitgliedsrechte, Verbot internationaler Vereins- und Auswahlspiele) auszusprechen – „egal, wie klein oder groß das Land ist“.
Im Zuge einer Regierungsumbildung Mitte November 2010 musste Roselyne Bachelot die Zuständigkeit für den Sport an Chantal Jouanno abgeben; Rama Yade ist seither nicht mehr Staatssekretärin. Für beide personellen Veränderungen spielt Knysna in den Medien allerdings keine zentrale Rolle. Als erstes Kabinettsmitglied hat die neue Ministerin Ende Januar 2011 wieder öffentlich zum Thema Stellung bezogen und ihr Unverständnis darüber geäußert, dass „Evra und Ribéry als Anführer der Fronde in Südafrika wieder in die Nationalelf aufgenommen werden könnten … Man kann Frankreich nicht erst Schande bereiten und dann wieder für Frankreichs Nationalelf spielen wollen“.

### Der Verband
| Chronologie der personellen Auswirkungen und Veränderungen (Datumsangaben für 2010, wenn nicht anders vermerkt) | Chronologie der personellen Auswirkungen und Veränderungen (Datumsangaben für 2010, wenn nicht anders vermerkt)                                   |
| --- | --- |
| Jean-Louis Valentin (stellv. FFF-Generaldirektor)                                                               | Rücktritt (22. Juni); Nachfolger: André Prévosto                                                                                                  |
| Jean-Pierre Escalettes (FFF-Präsident)                                                                          | Rücktritt (28. Juni, bis 23. Juli noch geschäftsführend im Amt); Nachfolger: Fernand Duchaussoy (interim), seit 18. Juni 2011 Noël Le Graët       |
| Raymond Domenech (Nationaltrainer)                                                                              | Vertrag ausgelaufen (30. Juni); Kündigung der DTN-Mitgliedschaft durch die FFF (3. September); Nachfolger: Laurent Blanc                          |
| Pierre Mankowski (1. Trainerassistent)                                                                          | Vertrag ausgelaufen (30. Juni); Nachfolger: Jean-Louis Gasset                                                                                     |
| Thierry Henry (Spieler)                                                                                         | Bekanntgabe seines Rücktritts aus der Nationalelf (15. Juli)                                                                                      |
| Nicolas Anelka (Spieler)                                                                                        | Sperre für 18 Länderspiele (17. August) |
| Patrice Evra (Spieler)                                                                                          | Sperre für 5 Länderspiele (17. August, bestätigt am 9. September); erst im März 2011 wieder berücksichtigt                                        |
| Franck Ribéry (Spieler)                                                                                         | Sperre für 3 Länderspiele (17. August); erst im März 2011 wieder berücksichtigt                                                                   |
| Jérémy Toulalan (Spieler)                                                                                       | Sperre für 1 Länderspiel (17. August); auch danach zunächst nicht mehr berücksichtigt (a)                                                         |
| Gérard Houllier (DTN-Vorsitzender)                                                                              | Rücktritt (Ankündigung am 7., vollzogen am 24. Sep- tember); Nachfolger: François Blaquart (Anfang Mai 2011 wegen der „Quotenaffäre“ suspendiert) |
| Guillaume Bigot (Mentaltrainer)                                                                                 | Einstellung nach Neuschaffung der Position bei der Nationalmannschaft (5. Oktober)                                                                |
| Jacques Lambert (FFF-Generaldirektor)                                                                           | Rücktritt wegen Trends zu zentralistischeren Entschei- dungsstrukturen unter Duchaussoy (26. November); Nachfolger: Alain Resplandy-Bernard       |
| Lilian Thuram (FFF-Bundesratsmitglied)                                                                          | Rücktritt (Ankündigung am 16. Dezember) |
| (a) aufgrund fehlender Form                                                                                     | |

Am 23. Juli löste Fernand Duchaussoy den am 28. Juni zurückgetretenen Escalettes als Verbandspräsident ab, allerdings zunächst nur interimistisch bis Juni 2011. Er kündigte die Einrichtung einer Untersuchungskommission der FFF an und befürwortete den Ausschluss Domenechs auch aus der DTN. Laut einem ersten Kommissionsbericht sollen drei Spieler Trainer Domenech als denjenigen bezeichnet haben, der die Informationen über den Kabinendisput mit Anelka an einen befreundeten Journalisten weitergegeben habe; Domenech selbst bestreite dies allerdings.
Weitere personelle Änderungen im Verband betrafen die DTN. Anfang September 2010 kündigte die FFF Domenech seine gut dotierte, unbefristete Position. Begründet wurde dies insbesondere mit „seinem Verhalten bei der WM … wie dem verweigerten Handschlag mit Carlos Alberto Parreira und dem Umgang mit der Angelegenheit Anelka“. Wenige Tage später kündigte der DTN-Vorsitzende Gérard Houllier seinen Rücktritt an, der allerdings nicht in sachlichem Zusammenhang mit Knysna stehe, sondern weil er eine Stelle als Manager beim englischen Erstdivisionär Aston Villa angenommen hatte. Auch sein Nachfolger, François Blaquart, wurde zunächst nur bis zum Jahresende ernannt.
Der Bundesrat der FFF beschloss am 6. August, fünf Rädelsführer – Patrice Evra, Franck Ribéry, Jérémy Toulalan, Éric Abidal und Nicolas Anelka, dazu als Zeugen auch Escalettes, Domenech und dessen Trainerstab – vor die Disziplinarkommission zu laden; diese tagte am 17. August (siehe hierunter, „Die Spieler“). Einen kollektiven Rücktritt aller Bundesratsmitglieder – wie von der Versammlung der FFF-Distriktspräsidenten gefordert – lehnte das Gremium Ende September „aus Termingründen“ ab. Am 28./29. Oktober traten die „Generalstände des Fußballs“, eine außerordentliche Versammlung der FFF, zusammen und berieten über drei von einer 13-köpfigen Lenkungsgruppe vorbereitete Themenkomplexe: Modernisierung der Verbandsstrukturen, Konkurrenzfähigkeit und Solidarität sowie die gesellschaftliche und staatsbürgerliche Rolle des französischen Fußballs. Ergebnisse und Vorschläge des Kongresses wurden am 12. November von der Versammlung der Distrikts- und Ligavorsitzenden sowie am 18. Dezember von der FFF-Bundesversammlung weiter beraten. Bezüglich der Wahlmodi und der Entscheidungsstrukturen sowie der in Knysna zutage getretenen Führungsprobleme haben die Generalstände des Fußballs weitreichende Forderungen verabschiedet, die sowohl Zuständigkeiten eindeutiger definieren als auch mehr Transparenz und Mitwirkungsrechte der „Basis“ ermöglichen sollen. Zudem war eine Vergrößerung des Einflusses des professionellen Sports durch Stimmanteilserhöhung von 25 auf 37 %, was eine Sperrminorität ermöglicht, zu Lasten des Amateursports beabsichtigt. Sämtliche Änderungen dieses als Gouvernance du football français („Steuerung des französischen Fußballs“) bezeichneten Maßnahmenbündels wurden von einer weiteren Bundesversammlung am 2. April 2011 endgültig verabschiedet. Am 18. Juni 2011 erfolgte auf Basis der neuen Satzung auch eine ordentliche Wahl des FFF-Präsidenten, in der sich Noël Le Graët gegen Amtsinhaber Duchaussoy durchsetzte.
Im Zuge dieser Neustrukturierung kam es im November/Dezember zu einzelnen weiteren Rücktritten – etwa des FFF-Generaldirektors Jacques Lambert und des Bundesratsmitglieds Lilian Thuram –, die aber höchstens mittelbare Konsequenz der Ereignisse in Südafrika gewesen sein sollen.
Neben dem Ansehensverlust hat der Verband auch erhebliche finanzielle Einbußen hinzunehmen, die das aufgrund des frühzeitigen Ausscheidens in Südafrika entstandene Millionenloch an kalkulierten Einnahmen (Prämien von FIFA und Sponsoren) weiter vertiefen. Denn mehrere Förderer der Nationalelf hatten sogar Schadensersatz verlangt: Adidas war nach eigenen Angaben auf rund 180.000 Trikots sitzengeblieben, andere wie Carrefour und GDF Suez sahen ihr Image beschädigt. Die bestehenden Sponsoringverträge wollen sie zwar einhalten, für die Jahre bis 2014 allerdings ein erfolgsabhängiges System von Bonus- bzw. Maluszahlungen nachverhandeln. Ende September hat die FFF ihren Hauptsponsoren als Wiedergutmachung des erlittenen Schadens insgesamt 4,5 Mio. € erstattet und zwei Wochen später auch deren Forderung nach leistungsabhängigen Zahlungen akzeptiert. Das Geschäftsjahr 2009/10 schloss die FFF demzufolge mit einem Verlust vor Steuern in Höhe von 2,9 Mio. € ab.
Die der FFF angeschlossenen Vereine hatten im zweiten Halbjahr 2010 einen massiven Mitgliederschwund – in der Größenordnung von 190.000, entsprechend rund 8 % des Bestands – zu verzeichnen, der als unmittelbare Auswirkung des Ansehensverlusts infolge der Ereignisse von Knysna betrachtet wird. Ausgetreten sind insbesondere erwachsene Aktive und ehrenamtliche Funktionäre; im Jugendbereich und dort vor allem bei den jüngsten Jahrgängen hingegen ist die Mitgliederzahl zumindest konstant geblieben. Lediglich bei den Mädchen und Frauen gab es wider den Trend sogar eine leichte Zunahme. Diese Entwicklung setzte sich auch im nächsten Jahr fort; bis Anfang Oktober 2011 hatte die FFF einen weiteren Rückgang um 7 % zu verzeichnen.
Dem befürchteten nachlassenden Zuschauerinteresse versuchte die FFF mit einer Sympathiekampagne entgegenzusteuern; auf Plakaten und in ganzseitigen Annoncen („Das Versagen bleibt für immer im Gedächtnis, die Fehler werden nicht vergessen, der Neuaufbau ist nicht abgeschlossen – aber es gilt ein Spiel zu gewinnen und unser Trikot zu tragen.“) warb sie für das EM-Qualifikationsspiel gegen Belarus am 3. September und stellte zudem gut 10.000 Eintrittskarten für nur je 10 € zum Verkauf bereit. Alle Nationalspieler müssen seit September 2010 einen neuen, 30-seitigen, strafbewehrten Verhaltenskodex unterschreiben und befolgen, der auch Sprachregelungen bei Interviews oder Kleidungsfragen behandelt.
Dass die FFF sich auch aus größerem zeitlichem Abstand zu Knysna noch immer mit ihrem eigenen Anteil an diesem Tiefpunkt schwer tut, zeigt dessen Erwähnung in einem von ihr herausgegebenen und im Oktober 2011 erschienenen Buch über die Geschichte des französischen Fußballs. Die Vorgänge in Südafrika werden darin lediglich in zwei Halbsätzen als „sowohl sportlich wie für das Image katastrophal“ bzw. „sportliches und moralisches Scheitern“ angedeutet.

### Die Spieler

Patrice Evra

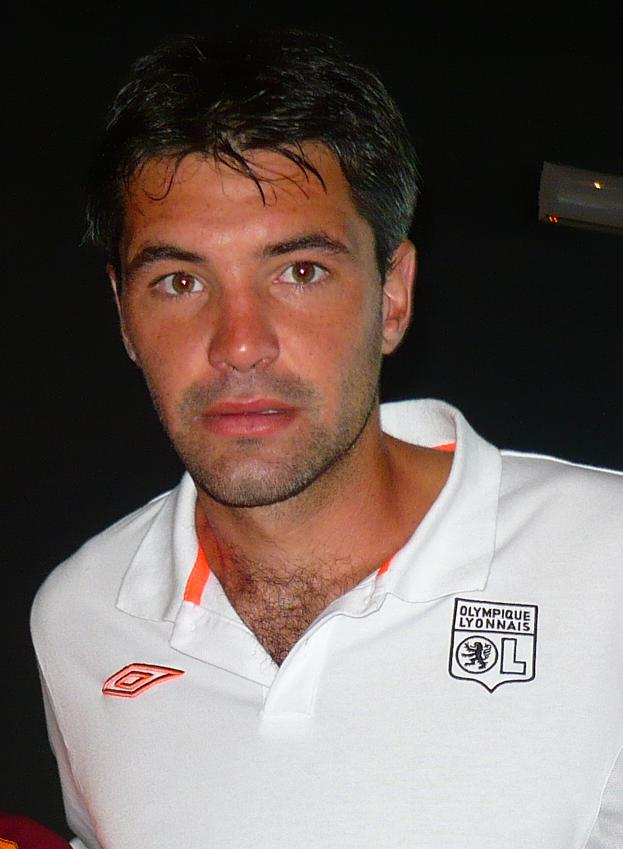
Jérémy Toulalan

Am 15. Juli gab Thierry Henry bekannt, zukünftig nur noch für seinen Verein, aber nicht mehr für die Bleus spielen zu wollen. Der 32-Jährige, der in 123 A-Länderspielen 51 Treffer erzielt hatte, war der letzte noch aktive Weltmeister von 1998. Seinen Stammplatz und die Position als Mannschaftskapitän hatte er erst unmittelbar vor der WM verloren. Seine Rücktrittsabsicht habe allerdings schon vor Knysna festgestanden.
Die Hauptakteure von Knysna wurden am 17. August 2010 von der FFF-Disziplinarkommission auf Zeit aus der Nationalmannschaft ausgeschlossen: Anelka für 18, Evra für fünf, Ribéry für drei und Toulalan für ein A-Länderspiel. Abidal kam straffrei davon, weil Domenech seinen Spielern die Entscheidung überlassen hatte, ob sie sich stark genug fühlten, um gegen Südafrika aufzulaufen. Die Urteile gegen Ribéry (hatte mangels Freigabe durch seinen Verein für diesen Termin abgesagt) und Anelka (fehlte unentschuldigt) ergingen in deren Abwesenheit. In einer ersten Stellungnahme wies die Spielergewerkschaft UNFP darauf hin, dass die Hauptverantwortlichen für Knysna im Verband zu suchen und bisher nicht bestraft worden seien. In ähnlicher Weise argumentierte France Football, das zusätzlich monierte, dass der zurückgetretene Escalettes weiterhin seinen Sitz im FFF-Bundesrat wahrnehme. UEFA-Präsident Platini hingegen bekundete mit einigen Monaten zeitlichem Abstand, er hätte die Anführer des Streiks auf Lebenszeit gesperrt.
Allen 23 Spielern und dem Trainerstab waren, mit deren mündlicher Zustimmung, zuvor bereits die im Vorfeld der WM vereinbarten Zahlungen für den Einsatz in Südafrika (pro Person 165.000 €) gestrichen worden. Im Herbst weigerten sich aber etliche Spieler, eine entsprechende Verzichtserklärung zu unterschreiben, weil sie zumindest den Teil der Prämien als ihnen zustehend reklamierten, der sich auf die erfolgreiche WM-Qualifikation bezog. Nach Bekanntwerden dieses Vorgangs erklärte der neue Mannschaftskapitän Alou Diarra, die Spieler wollten das Geld nicht für sich selbst, sondern um es für karitative Zwecke zu spenden. Die FFF akzeptierte dies wenige Tage später so und stellte diese etwa 3 Mio. € dem Amateurbereich zur Verfügung. Für Präsident Duchaussoy handelte es sich bei den vorangegangenen Irritationen ausschließlich um ein Problem bestimmter Medien auf der Basis „unvollständiger und irriger Annahmen“; er hoffte zudem, dass auch Raymond Domenech sich diesem Schritt anschließt. Seitens der Spieler lagen Weihnachten 2010 alle Verzichtserklärungen vor – lediglich Nicolas Anelka bestand darauf, die Prämie zunächst zu erhalten, um sie dann für Jugend- und Sozialprojekte seiner Wahl zu spenden.
Ende des Jahres 2010 hatte kein einziger französischer Spieler Aufnahme in die Vorauswahl für die Auszeichnung als weltbester Fußballer des Jahres gefunden – zum ersten Mal seit 1995. Auch bei der Wahl zu Frankreichs Fußballer des Jahres 2010 spielte Knysna noch eine Rolle; mehrere Juroren versahen ihr Votum mit dem ausdrücklichen Hinweis, dass es kein Mitglied des WM-Kaders verdient habe, ausgezeichnet zu werden. Dies führte dazu, dass mit Samir Nasri ein Spieler gewählt wurde, der in Südafrika nicht dabei gewesen war.
Mit einem guten halben Jahr Abstand betrachtete die französische Öffentlichkeit die Hauptbeteiligten differenziert, wie eine Mitte Januar 2011 durchgeführte, repräsentative Umfrage ergab. Auf die Frage, ob der jeweilige Spieler wieder für die Nationalmannschaft berücksichtigt werden solle, waren die Franzosen am ehesten bereit, Éric Abidal (35 % dafür, 27 % dagegen) und Jérémy Toulalan (34:25) zu vergeben; gegenüber Patrice Evra (27:37) und Nicolas Anelka (22:51) hingegen bestanden weiterhin erhebliche Vorbehalte. Bezüglich Franck Ribéry war die Meinung gespalten, wobei in der Summe aller Befragten die Ablehnung (32:43), bei der Teilgruppe der sich als sehr fußballinteressiert Bezeichnenden allerdings die Zustimmung (62:36) überwog. Aus der Tatsache, dass ein erheblicher Teil der Befragten – zwischen 25 und 41 % – bei allen fünf Spielern keine eindeutige Position beziehen wollte, zog France Football den Schluss, dass der Eklat das Interesse am Fußball insgesamt reduziert habe. Ribérys und Evras Rückkehr in diesen Kreis hatte auch neun Monate nach Knysna in Sport- wie politischen Medien heftige Kontroversen hervorgerufen; bei seiner Einwechslung am 29. März 2011 gegen Kroatien musste der Bayern-Spieler im Stade de France ein heftiges Pfeifkonzert über sich ergehen lassen, was er als „normale Reaktion“ bezeichnete.
Eine weitere repräsentative Umfrage im September 2011 zeigte die Nachhaltigkeit der negativen Auswirkungen der Ereignisse von Knysna. Auf die Frage, welcher Spieler am ehesten die positiven Werte verkörpert, die sich mit der Nationalmannschaft verbinden, ragten zwei Spieler mit großem Abstand heraus: Yoann Gourcuff wurde von 25 %, Hugo Lloris von 20 % aller Befragten genannt. Mit Karim Benzema (7 %) folgte ein weiterer Spieler, der an der „Meuterei in Südafrika“ nicht aktiv beteiligt war, während keiner der damaligen Hauptverantwortlichen auf mehr als 4 % kam. Begründet wurden die negativen Beurteilungen hauptsächlich mit „dem Verhalten der Spieler“ (38 %), „dem [aktuellen] Spielniveau der Mannschaft“ (22 %) und „den sportlichen Leistungen der Spieler“ (18 %).
Selbst Ende April 2014 – im unmittelbaren Vorfeld der Weltmeisterschaft – bewertete eine Mehrheit der Franzosen das Image der Nationalmannschaft noch negativ, nämlich 54 % aller Fußballinteressierten und sogar fast zwei Drittel (63 %) aller erwachsenen Bürger. Vier Jahre nach Südafrika war von den aktuellen Spielern Lloris der mit Abstand angesehenste, gefolgt von Olivier Giroud, Mathieu Valbuena, Benzema und, als einzigem Knysna-Protagonisten, Franck Ribéry.

### Die Nationalmannschaft
Dieses „annus horribilis tricolore“ wirkte sich auch längerfristig massiv auf das Ansehen der Nationalmannschaft und deren personelle Situation aus. In der FIFA-Weltrangliste vom 14. Juli stürzte Frankreich aufgrund seiner Misserfolge der vorangegangenen Zeit regelrecht ab – vom 9. auf den 21. Rang. Nachdem die ersten beiden Spiele unter dem neuen, seit 1. Juli im Amt befindlichen Nationaltrainer Laurent Blanc verloren gegangen waren, setzte sich dieser Trend zunächst fort (Platz 27 im September), ehe ihm die Bleus im Oktober 2010 Einhalt gebieten konnten (Rang 18).
Blanc sah sich Forderungen gegenüber, nicht nur Anelka, sondern weitere „für den Eklat hauptverantwortliche“ Spieler dauerhaft von seiner Liste zu streichen. Er kam dem zwar insoweit nach, als er keinen einzigen der 22 „Trainingsboykotteure“ für das erste Länderspiel am 11. August 2010 nominierte. Allerdings wollte er es mit dieser einmaligen Strafe bewenden lassen, auf Frankreichs beste Fußballer angesichts der bevorstehenden Europameisterschaftsqualifikation nicht verzichten und möglichst schnell einen Schlussstrich unter die Aufarbeitung der Vorgänge in Südafrika ziehen. Mit dieser Forderung stand Blanc nicht alleine; dabei hatte er nicht einmal Anelkas Rückkehr kategorisch ausgeschlossen. Er berücksichtigte dann aber auch für die Pflichtspiele im September und Oktober jeweils nur zehn WM-Teilnehmer in seinem 23-köpfigen Kader und verzichtete dabei auf alle Verurteilten. Lediglich neun von ihnen setzte er auch ein: Hugo Lloris, Gaël Clichy, Bacary Sagna, Anthony Réveillère, Florent Malouda, Abou Diaby, Alou Diarra, Mathieu Valbuena und Yoann Gourcuff. Im November kehrte zudem Éric Abidal zurück, im März 2011 auch Evra und Ribéry. Dafür verhalf er in den sechs Partien nach der WM insgesamt zwölf Spielern zu ihrem Nationalmannschaftsdebüt.
Als einziges Mitglied des bisherigen Trainerstabes hatte Blanc Domenechs zweiten Assistenten Alain Boghossian übernommen. Außerdem hat er zum ersten Mal in der Geschichte der Nationalelf einen Mentaltrainer eingestellt.
Beim Saisonstart der Ligue 1 Anfang August 2010 gab es vonseiten der Zuschauer praktisch keine Pfiffe und andere Unmutsäußerungen, als die „Meuterer von Knysna“ vor Spielbeginn vorgestellt wurden. Allerdings spielten Olympique Marseille, Olympique Lyon und der FC Toulouse auch vor heimischem Publikum. Die neu formierte Nationalelf erhielt bei ihrem ersten Heimspiel Anfang September eine „nahezu unerwartete Unterstützung“ und „stehende Ovationen“ der über 76.000 Zuschauer; erst am Ende des Spiels pfiffen sie das Team für seine erneut enttäuschenden Leistungen aus.
Ob das wachsende Medieninteresse an anderen französischen Nationalteams als der Herrenelf anhält oder lediglich von kurzfristiger, erfolgsabhängiger Dauer ist – die A-Jugend-Mannschaft gewann im Juli den Europameistertitel, die Frauen (les Bleues) qualifizierten sich im September für die WM 2011, wo sie sehr erfolgreich abschnitten –, wird sich ebenfalls erst noch herausstellen müssen. Elf Monate nach Knysna war allerdings der mittlere Zuschauerzuspruch in der Ligue 1 zum ersten Mal seit dem Jahr 2000 wieder unter die 20.000er-Marke gesunken; insgesamt hatten rund 130.000 Besucher weniger Eintritt bezahlt als in der Saison vor Knysna.
Trainer Laurent Blanc allerdings ist vom anhaltend schlechten Image der Nationalspieler (siehe das Kapitel direkt hierüber) nicht betroffen. Bei der dort zitierten Umfrage vom September 2011 testierten ihm 74 % aller Befragten und sogar 88 % der sich als besonders fußballinteressiert Bezeichnenden eine gute oder sehr gute Arbeit.

### Rechtliche Auseinandersetzungen
Auch vor ordentlichen Gerichten wurde Knysna noch länger im öffentlichen Bewusstsein gehalten. So hatte Nicolas Anelka bereits im Sommer 2010 eine Klage gegen l’Équipe angekündigt, weil der ihm am 19. Juni auf deren Titelseite unterstellte Satz gegenüber Domenech in der Halbzeitpause des Mexiko-Spiels in diesem Wortlaut nicht gefallen sei; Prozessauftakt sollte ursprünglich im Herbst 2010 sein. Mitte Mai 2011 forderte er von der Zeitung eine Entschädigung in Höhe von 150.000 Euro wegen Verleumdung. Am 1. Juli 2011 wies ein Pariser Gericht sämtliche Ansprüche Anelkas ab; der Spieler hat auf Rechtsmittel gegen diese Entscheidung verzichtet.
Zu einem weiteren Rechtsstreit kam es, nachdem sich die FFF mit Raymond Domenech nicht über die Kündigung seiner Stelle bei der Direction Technique Nationale hatte einigen können. Dabei hatte Präsident Duchaussoy zunächst auf eine „einvernehmliche Scheidung“ (divorce non penible) gesetzt, da die fristlose Kündigung „arbeitsrechtlich an der Grenze“ gewesen sei, und war auch bereit, eine Abfindung zu bezahlen; Anfang November waren diese Verhandlungen gescheitert. Domenech strebte anschließend in einem ersten Schritt die Feststellung seines Anspruchs auf drei Jahresgehälter (etwa 2,9 Mio. €) und die 165.000 € an WM-Prämien durch den paritätischen Arbeitsschiedsausschuss (Conseil de prud’hommes) an; dieser verschob eine erste, für den April 2011 terminierte Schlichtungsverhandlung auf 2012. Dieser Konflikt wurde im August 2011 durch eine abschließende, außergerichtliche Einigung beigelegt, die Duchaussoy-Nachfolger Le Graët vorangetrieben hatte; danach erhielt der Ex-Trainer vom Verband 975.000 € brutto und erklärte im Gegenzug seine Ansprüche für befriedigt. Für France Football war dies der Preis, den die FFF für die „Leichtfertigkeit“ bezahlen musste, die sie unmittelbar nach der Rückkehr aus Südafrika in arbeitsrechtlichen Fragen gegenüber dem „großen Architekten von Knysna“ an den Tag gelegt hatte. 150.000 € davon hat Domenech Ende 2011 an zwei Amateurvereine und eine karitative Organisation gespendet.
Ebenso stand den vier von der Disziplinarkommission verurteilten Spielern der Instanzenweg offen, zunächst vor der Berufungskommission des Fußballverbands, anschließend vor dem Comité National Olympique et Sportif Français (CNOSF) und danach gegebenenfalls vor einem Zivilgericht. Als einziger ist Patrice Evra gegen seine Suspendierung vorgegangen; am 9. September 2010 hat die Berufungskommission seine 5-Spiele-Sperre auch in der Höhe bestätigt, weil gerade er als Mannschaftskapitän seiner besonderen Rolle nicht gerecht geworden sei. Ende Oktober hatte er von weiteren juristischen Schritten Abstand genommen und wollte nach Ablauf der Sperre wieder das blaue Trikot tragen; dies war im März 2011 dann auch der Fall.

### Zur Bezeichnung der Ereignisse
Eine einheitliche Bezeichnung für die Vorgänge im Sommer 2010 hat sich selbst ein Jahr später nicht etabliert. Je nach Kontext war in Medien und Büchern häufig auch von „Scheitern“ (échec – vorrangig bezüglich der Spielergebnisse und der dabei gezeigten Leistungen), „Meuterei“ oder „Eklat“ (mutinerie bzw. éclat – hauptsächlich in Zusammenhang mit dem Trainingsboykott), „Schiffbruch“ (naufrage), „Katastrophe“ (catastrophe, cataclysme), „Schande“ (honte) bzw. „Skandal“ (scandale – eher zur summarischen Charakterisierung der Ereignisse) die Rede. Mit zunehmendem zeitlichem Abstand bezeichneten die französischen Medien diese Vorgänge überwiegend als Fiasko von Knysna oder verwendeten sogar ausschließlich diese Ortsangabe. Eine neutrale Bezeichnung wie les événements („die Ereignisse“) blieb eher die Ausnahme.
Selbst Mitte Juni 2020, zum zehnten Jahrestag dieser Ereignisse, erinnerten zahlreiche Medien in Frankreich an diesen finsteren Punkt der Nationalelf, nicht nur die Fachzeitschriften France Football und L’Équipe, sondern auch regionale wie überregionale Tageszeitungen, beispielsweise Sud Ouest, Nice-Matin oder Le Parisien.

## Knysna – auch das Ende einer gesellschaftlichen Falschwahrnehmung?
Die Ereignisse in Südafrika haben auch eine erneute Debatte darüber ausgelöst, ob das seit gut einem Jahrzehnt kolportierte Bild einer integrationsfähigen, homogenen französischen Gesellschaft, die sich auch in der Nationalmannschaft mit ihren Spielern ganz unterschiedlicher Herkunft und Hautfarbe widerspiegelt, nur ein Trugbild war. Der dafür in wortspielerischer Anlehnung an die Farben der Landesflagge (bleu-blanc-rouge) verwendete Neologismus „black-blanc-beur“ („Schwarze, Weiße, Maghrebiner“) entstand 1998 im Umfeld der für Frankreich sehr viel positiver verlaufenen Weltmeisterschaft. Black steht für die aus den frankophonen Teilen Schwarzafrikas, der Karibik und dem pazifischen Raum stammenden, blanc für die hellhäutigen und beur für Menschen arabisch-muslimischen Ursprungs, die in Frankreich geboren sind. Die Bezeichnung hat inzwischen sogar in zeitgeschichtliche und soziologische Veröffentlichungen Eingang gefunden. Saccomano und Verdez stellen die Frage, ob es sich dabei um die Realität oder um einen Mythos gehandelt hat, der sich auf dem Wellenkamm des Erfolgs leichter bilden konnte („Man hat den Triumph ethnifiziert“) und sich nun, in einem Wellental, in sein Gegenteil verkehrt: „Zeigt Knysna, dass eine ‚Black Power‘ oder eine ‚Macht der Vorstädte‘ besteht, die Gesellschaft sich also eher entmischt?“ Diese Debatte überschnitt sich inhaltlich zum Teil mit der bereits Ende 2009 von der Regierung initiierten und breit geführten öffentlichen Diskussion über die Frage nach der nationalen Identität Frankreichs und der Franzosen.
Als einer der ersten brachte Malek Boutih, Vorstandsmitglied der Sozialistischen Partei, im Juni 2010 den Standpunkt in die Debatte ein, dass Knysna auch einen bestehenden Bruch zwischen den französischen Ethnien gezeigt habe. Alle Spieler empfänden sich zwar als Franzosen – im Sinne von französischer Staatsangehörigkeit –, hätten aber zu keinem Zeitpunkt den Eindruck vermittelt, „dass sie gemeinsam dieselbe Nation repräsentierten“. Dies sei zugleich ein generelles Problem der Gesellschaft und des Staates, dessen Institutionen aber insbesondere bei den jüngeren Generationen aus den unteren Schichten, aus denen auch viele Fußballer stammen, wenig Autorität genössen, wie die seit Jahren aufflackernden, gewalttätigen Unruhen in den Vorstädten zeigten. Schärfer formulierte der Philosoph Alain Finkielkraut, der die Revolte der Spieler als „Sieg der Unkultur der Vorstädte über die städtische Zivilisation“ bewertete und darin ein Abbild der Gesamtgesellschaft sah – „individualistisch, zerstritten, ghettoisiert“. Nicolas Anelka hat in einem Gespräch mit dem Rapper Booba für die Dezember-2010-Ausgabe der Zeitschrift Les inRockuptibles den Vorwurf erhoben: „Wenn wir nicht gewinnen, spricht man in Frankreich sofort von Religion und Hautfarbe. … [Dann ist] Gourcuff der gute Franzose, Ribéry der Moslem.“
Widerspruch kam sowohl von konservativer Seite – Staatssekretärin Fadela Amara wies kategorisch zurück, dass die Konflikte in Südafrika entlang ethnischer Grenzen verlaufen seien, zumal der Mannschaft 2010 zwar auch Muslime, aber keine Beurs angehörten – als auch von Organisationen wie SOS Racisme, dessen Vorsitzender Dominique Sopo einen von sozialen und ethnischen Hintergründen unabhängigen, verbreiteten Werteverlust und einen „allgemeinen Verfall des Bürgerbewusstseins“ (effondrement de la conscience citoyenne) als Ursache beklagte. Auch Jean-Pierre Le Goff, Soziologe am Centre national de la recherche scientifique, machte „mitnichten ein Problem der Hautfarbe“ für das „Psychodrama der Nationalelf“ verantwortlich; vielmehr erkannte er darin die „tiefgreifende Umwälzung der Bedingungen des Erwachsenwerdens“ wieder, die die gesamte französische und etliche andere europäische Gesellschaften ergriffen habe. Familiäre wie schulische Erziehung förderten seit etwa 30 Jahren einen Sozialisationstypus, der narzisstisch ausgeprägt sei und dadurch zunehmend Schwierigkeiten habe, Leitbilder wie Gemeinschaft und hierarchische Strukturen zu internalisieren. Stattdessen fasziniere ihn das „Modell einer uneingeschränkten individuellen Leistungsfähigkeit“, wobei ihm gleichzeitig aber seine „affektive Schwäche“ im Weg stehe.
Dass diese Entwicklungen ausgerechnet in Südafrika, dem Staat einer „Regenbogennation“, die sich von den „Ausdünstungen der Apartheid“ befreit hat, zutage getreten seien und auch die afrikanischstämmigen Nationalspieler dabei keine Ausnahme dargestellt haben, sei – so Dominique Sopo – ein zusätzliches Ärgernis.
Nachwehen: die „Quotenaffäre“
Im Frühjahr 2011 hat das Thema erneut in die öffentliche Diskussion zurückgefunden, nachdem eine Internetseite (mediapart.fr) das Wortprotokoll und Redemitschnitte einer Sitzung der DTN vom 8. November 2010 publiziert hatte. Dabei hatten mehrere Nationaltrainer, darunter Laurent Blanc, Éric Mombaerts, Bruno Bini und Houllier-Nachfolger François Blaquart, eine Höchstquote für Fußballer mit doppelter Staatsangehörigkeit in den Ausbildungszentren gefordert, um dem Trend entgegenzuwirken, dass inzwischen ein erheblicher Anteil von diesen – ganz überwiegend „Blacks“ mit familiären Wurzeln im subsaharischen Afrika – zwar als Jugendlicher in den französischen Nationalteams spielt, diese als Erwachsene dann aber für die A-Elf ihres Herkunftslandes optieren. So besaßen beispielsweise sieben Spieler des algerischen WM-Kaders 2010 auch die französische Staatsangehörigkeit; in den Jugend- und Junioren-Nationalmannschaften Frankreichs (U-16 bis U-21) lag der Anteil von Doppelstaatsbürgern in der Saison 2010/11 zwischen 35 (in der U-20) und 49 (U-19) bei einem Mittelwert von 43 Prozent. Bei diesem Treffen waren auch etliche Aussagen zu hören, die von Medien und Politik nach ihrem Bekanntwerden als fremdenfeindlich oder rassistisch bezeichnet wurden; so wurden beispielsweise Mombaerts mit den Worten „Wir arbeiten für den französischen Fußball, nicht für den ausländischen“ und Blanc mit „Die großgewachsenen, robusten, kraftvollen [Spieler sind] die Schwarzen“ zitiert. Die FFF hatte daraufhin eine Untersuchungskommission gebildet, Blaquart vorerst suspendiert und für den 12. Mai 2011 eine außerordentliche Sitzung des Bundesrates einberufen, der aber keine konkreten Konsequenzen beschloss. Verband und Sportministerin Jouanno haben später bestätigt, dass über dieses Thema gesprochen wurde, jedoch sei keine Einführung einer solchen Quotenregelung beabsichtigt.